# Mari Törőcsik
Mari Törőcsik (ur. 23 listopada 1935 w Pély, zm. 16 kwietnia 2021 w Szombathely) – węgierska aktorka filmowa, teatralna i telewizyjna. W swojej karierze zagrała w ponad 200 filmach i serialach telewizyjnych. 
Wielokrotnie nagradzana zarówno na Węgrzech, jak i za granicą. Dwukrotnie zdobyła nagrodę aktorską na MFF w Karlowych Warach za role w filmach Kölyök (1959) i Martwy pejzaż (1972). Otrzymała Wyróżnienie Specjalne na 24. MFF w Cannes za rolę w Miłości (1971) Károlya Makka, a po kilku latach wyróżniono ją również nagrodą dla najlepszej aktorki na 29. MFF w Cannes za kreację w filmie Gdzie pani jest, Déry? (1975) w reżyserii jej męża Gyuli Maára.
W Polsce była najbardziej znana z udziału w filmie Chłopcy z Placu Broni (1969) Zoltána Fábriego, gdzie zagrała matkę Nemeczka.